# جیمی ریچاردسون
جیمی ریچاردسون (به انگلیسی: Jimmy Richardson) بازیکن فوتبال زادهٔ ۸ فوریه ۱۹۱۱ اهل کشور انگلستان که سابقهٔ بازی در تیم ملی فوتبال انگلستان را در کارنامهٔ خود دارد. وی در تاریخ ۱۳ مه ۱۹۳۳ نخستین بازی ملی خود را در مقابل تیم ملی فوتبال ایتالیا انجام داد و با حضور در ۲ بازی ملی، در تاریخ ۲۹ مه ۱۹۳۳ واپسین بازی ملی‌اش را در برابر تیم ملی فوتبال سوئیس برگزار کرد.
این بازیکن توانسته در بازی‌های ملی، ۲ گل به ثمر برساند.